# Un'ombra negli occhi
Un'ombra negli occhi (Skyggen i mit øje) è un film del 2021 diretto da Ole Bornedal.
Pellicola storico-drammatica danese pubblicata su Netflix nel 2022.
Il film trae spunto dall'Operazione Cartagine, effettuata dalla Royal Air Force, il 21 marzo 1945. L'operazione aveva come obiettivo la distruzione dell'edificio Shellhus, il quartier-generale della Gestapo nel centro di Copenaghen in Danimarca.
Nel corso dell'operazione, uno dei primi aerei si schiantò nei pressi della Scuola Francese, a circa 1 chilometro e mezzo dal reale obiettivo, determinando l'identificazione della scuola come bersaglio che quindi fu erroneamente colpita e distrutta dagli aerei delle ondate successive.

## Trama
Nella campagna danese dello Jutland, nel febbraio 1945, un'auto con quattro persone a bordo che si recano ad un matrimonio, è attaccata da un aereo britannico che la crivella di colpi uccidendo tutti gli occupanti. Henry, un ragazzino che si trovava in bicicletta nei paraggi, è il primo a raggiungere l'auto e resta scioccato dalla visione della strage. Non riuscendo più a parlare e soffrendo anche di agorafobia, dopo una visita che riscontra la gravità del trauma, è inviato dalla famiglia dai parenti a Copenaghen per cercare di ritrovare la normalità in un contesto diverso.
Così, con la cugina Rigmor, comincia a frequentare una scuola cattolica francese, dopo aver fatto amicizia anche con la piccola Eva, che ha subito un trauma recente anche lei, assistendo all'esecuzione di un giovane della resistenza, da parte della polizia filotedesca. 
Infatti la resistenza non ha mai smesso di combattere il regime nazista e i ribelli vengono torturati e carcerati in un grande edificio nel centro della capitale danese, che è anche la sede della Gestapo in Danimarca, il cosiddetto Shellhus.
I tedeschi nascondono i prigionieri nel sottotetto, a mo' di scudi umani. I vertici della resistenza però fanno richiesta alla aeronautica britannica di bombardare lo Shellhus, ritenendo la probabile uccisione dei circa 30 prigionieri presenti, un sacrificio utile.
Tra le suore della scuola cattolica c'è una novizia, Teresa, che ha dei dubbi di fede e preoccupa la sua superiora. Quando entra in contatto con Frederik, un ragazzo della HIPO, la polizia danese a servizio dei nazisti, cerca di salvargli l'anima ma rimane invischiata nei suoi dubbi e intraprende una sorta di relazione che ne determina un immediato provvedimento di allontanamento.
Prima che questo si concretizzi, la mattina del 21 marzo, la RAF avvia la sua operazione per distruggere la sede della Gestapo e, arrivata con la prima ondata sui cieli di Copenaghen, inizia a bombardare l'edificio. Uno degli aerei però ha un incidente e non può evitare di precipitare andando a schiantarsi proprio contro l'istituto religioso e scolastico. Eva si era allontanata dalla classe in compagnia di Henry, e entrambi si salvano nell'impatto, con la bambina che lascia la scuola e il ragazzino resta nei paraggi. 
Gli aerei che arrivano con la seconda e terza ondata, vedendo il fumo e le fiamme uscire dalla scuola, prendono quella come obiettivo da colpire e infieriscono sulla stessa, in luogo dello Shellhus, vero bersaglio. Avendo staccato i collegamenti radio, è impossibile avvisare gli aerei che seguono, anche da parte di chi si è già accorto dell'errore.
Nella scuola ci si rende conto che il primo impatto non è casuale perché continuano a piovere bombe. Così, nel terrore, le suore portano le bambine nel sotterraneo, finché, a seguito degli insistenti bombardamenti, non crolla anche questo.
Dalla città quindi accorrono tutti i familiari delle bambine per portare soccorso ma è subito evidente che si tratta di una strage. Tra i soccorritori c'è anche Frederik, che ha lasciato la HIPO dopo i dubbi instillatigli da Teresa, e ora si spende eroicamente per cercare di salvare i superstiti dal sotterraneo, tra i quali c'è proprio l'amata novizia. Henry, intanto è accorso in aiuto ai pompieri facendo la spola tra le macerie della scuola e il vicino teatro nel quale sono stati alloggiati i parenti delle scolare, in attesa di notizie. Il ragazzo, riacquistata la forza di parlare, informa delle bambine portate in ospedale, dando speranza alle famiglie in attesa. Quando incrocia la mamma di Eva, che già piangeva la morte della figlia, le dice candidamente che la figlia probabilmente è già a casa. E infatti tornata di corsa a casa, la mamma può riabbracciare sua figlia, sotto choc, ma salva. 
Un ulteriore crollo toglie invece tutte le speranze di trovare altri superstiti e investe anche l'intrepido Frederik, corso a soccorrere.
Alla fine si conteranno 87 vittime tra i bambini e 18 tra gli adulti, con più di cento feriti.

## Produzione

### Scene eliminate
Il 12 novembre 2021 è stato annunciato che il produttore Miso Film cambierà una scena del film. Vuole infatti rimuovere una scena in cui il pilota britannico sta bombardando un veicolo civile. Il pilota che ha preso parte al bombardamento è morto quando il suo aereo si è schiantato, ma la scena del bombardamento è pura finzione filmica. La Miso Film ha deciso di cambiare scena dopo lamentele da parte della famiglia del pilota che pensava che il loro congiunto fosse stato ritratto a torto come assassino. Secondo l'esperto di cinema Peter Schepelern, è un caso unico che un film cambi, dopo la prima, una scena a causa di lamentele sulla rappresentazione di uno o più personaggi storici.

## Riprese
Il film è stato girato per lo più a Praga.